# Simca Aronde
Pour les articles homonymes, voir Aronde.
 (avril 2023).
Si vous disposez d'ouvrages ou d'articles de référence ou si vous connaissez des sites web de qualité traitant du thème abordé ici, merci de compléter l'article en donnant les références utiles à sa vérifiabilité et en les liant à la section « Notes et références ».
La Simca Aronde est une berline familiale, fabriquée de 1951 à 1963 par le constructeur automobile français Simca, firme fondée à la fin de l'année 1934 par Fiat comme filiale française, pour échapper aux exorbitants droits de douane de l'époque, en vigueur avant l'instauration du Marché commun de 1957.
Le mot « Aronde » signifie en ancien français « hirondelle », ce qui était le symbole de la marque Simca.
En 1956, l'Aronde est la voiture la plus vendue en France.

## Historique
La Simca Aronde a été présentée le 31 mai 1951 sous le nom Simca 9 Aronde. C'est la première Simca à carrosserie monocoque. Contrairement aux Simca précédentes construites  sous licence Fiat, l'Aronde n'est pas la version francisée d'un modèle Fiat existant, cependant on ne peut s'empêcher de la comparer à la Fiat 1400 sortie un an plus tôt et qui possède une structure analogue.
En fait, la Simca 9 Aronde et la Fiat 1400 ont été élaborées conjointement chez le grand emboutisseur américain Budd, spécialiste des carrosseries monocoques (sans châssis : sous entendu, sans châssis séparé) tout acier. On peut dire que les deux voitures sont demi-sœurs. Bien entendu, Simca va occulter complètement cette filiation pour faire passer le message auprès des journalistes qui écriront que « l'Aronde est la première vraie Simca et non plus une Simca-Fiat ». En fait, si la carrosserie n'est effectivement pas calquée sur la Fiat 1400, elle conserve le moteur Fiat de l'ancienne Simca 8.
Trois générations d'Aronde se sont succédé : la 9, la 1300 ou 90A et la P60 (sensiblement  restylée) .

### Simca 9 Aronde (1951 – 1955)

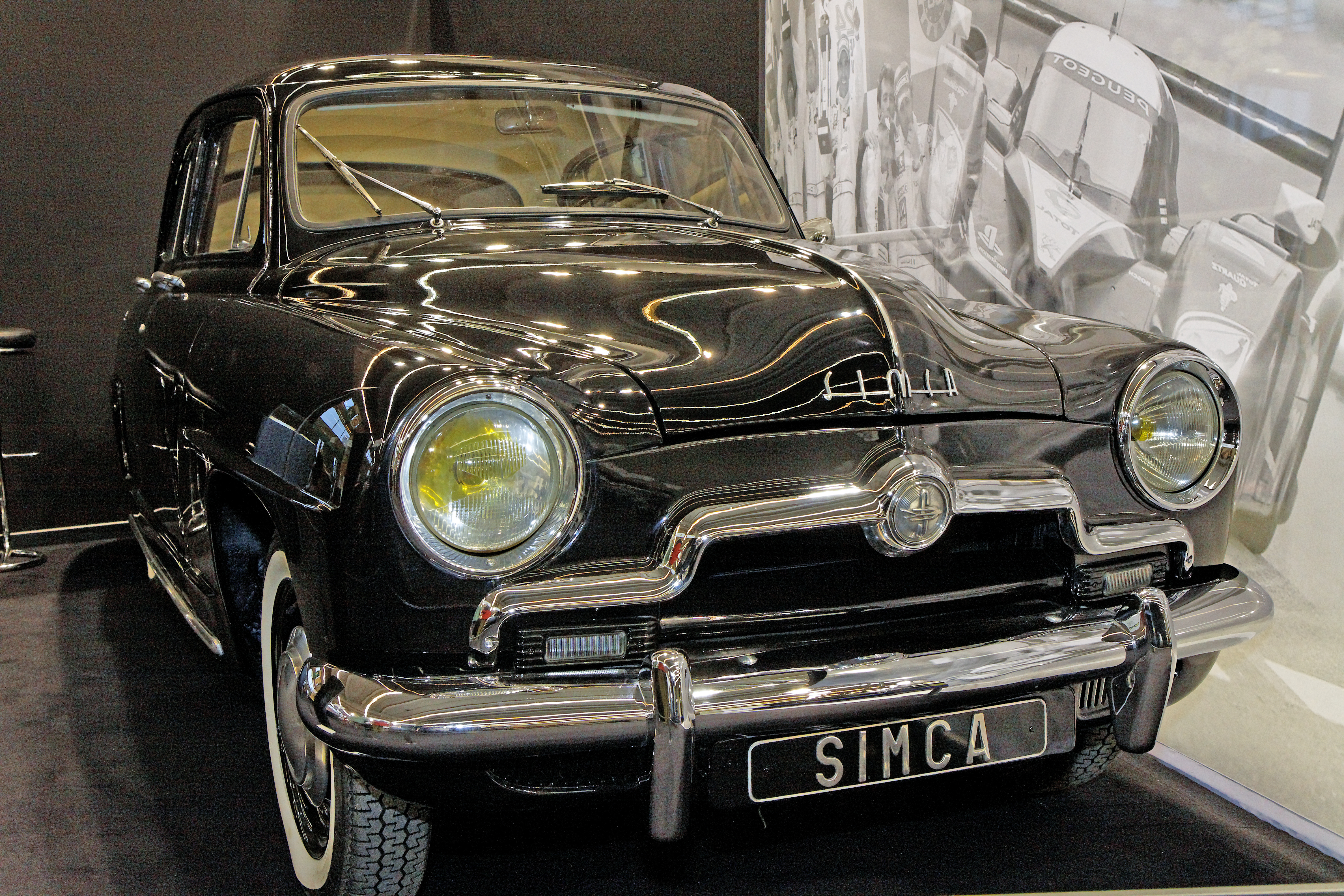
Simca 9 Aronde, 1re série.

La Simca Aronde a été construite de 1951 à 1955. La première série (9 Aronde) a été produite pour les modèles 1951 à 1953 (avec calandre en podium) et la seconde (Aronde) pour les modèles de 1954 à 1956 (avec calandre en arc de cercle).
La Simca 9 Aronde fut présentée le 31 mai 1951, c'est la première Simca à carrosserie monocoque. Contrairement aux Simca précédentes sous licence Fiat, elle n'est pas identique (homothétique) à un modèle Fiat, mais elle ressemble fortement à la Fiat 1400.
La Simca paraît très moderne face à la Citroën Traction Avant ou à la Peugeot 203 de l'époque. Son style se ressent de la forte influence américaine de l'immédiat après-guerre, avec une ligne du style ponton, avec des ailes intégrées au reste de la carrosserie, dont elle fut une des premières représentantes parmi les voitures françaises. Pour son époque, elle disposait d'une grande surface vitrée.
La 9 Aronde est techniquement très classique, restant fidèle à la propulsion. Elle est mue par un moteur Fiat de 1 221 cm3, identique à celui qui équipait les Simca 8 1200 qu'elle remplace mais disposant de 45 ch SAE.
Ses qualités étaient une direction précise et légère, sa nervosité et un bon freinage par rapport à ses rivales.
On pouvait lui reprocher un essieu arrière sautillant et inconfortable, une commande de boîte de vitesses très imprécise et une première non synchronisée.
L'intérieur des Simca 9 Aronde modèles 1951 est tapissé d'un tissu rayé noir et blanc vite surnommé par la concurrence « le drap des déportés » car la guerre, avec l'atrocité des camps de concentration nazis était encore dans tous les esprits, il sera vite remplacé. Ces premières versions ont une batterie de 12 V sous la banquette avant. La 9 Aronde 1951 se reconnaît par le monogramme de calandre à fond noir et le pare-chocs arrière en une seule pièce, contre trois à partir de 1952.
La deuxième série varie par sa calandre, ses feux arrière en plastique puis des jantes de 14 pouces au lieu de celles de 15 pouces de la première série ce qui lui donne l'appellation de surbaissée.

#### Déclinaisons
Lancée en 1951, la Simca Aronde berline connaît très vite le succès. Le patron de l'époque, Henri Théodore Pigozzi, en manager visionnaire, va imposer, bien avant tout le monde, des déclinaisons nombreuses pour chacun de ses modèles.
Avec la « Grand Large », H.T. Pigozzi va imposer une version poussée du moteur 1,3 litre pour équiper une variante de carrosserie inédite en France, le coupé-berline (ou « coach »), directement inspiré de modèles américains. Cette carrosserie ressemblait à une berline deux portes sans montant central avec la vitre latérale arrière entièrement descendante. En 1956, elle bénéficie d'une augmentation de puissance du moteur, passant de 45 ch d'origine à 48 ch avec le moteur « Flash ». La production entre 1953 et 1959 a été d'environ 80 000 exemplaires.

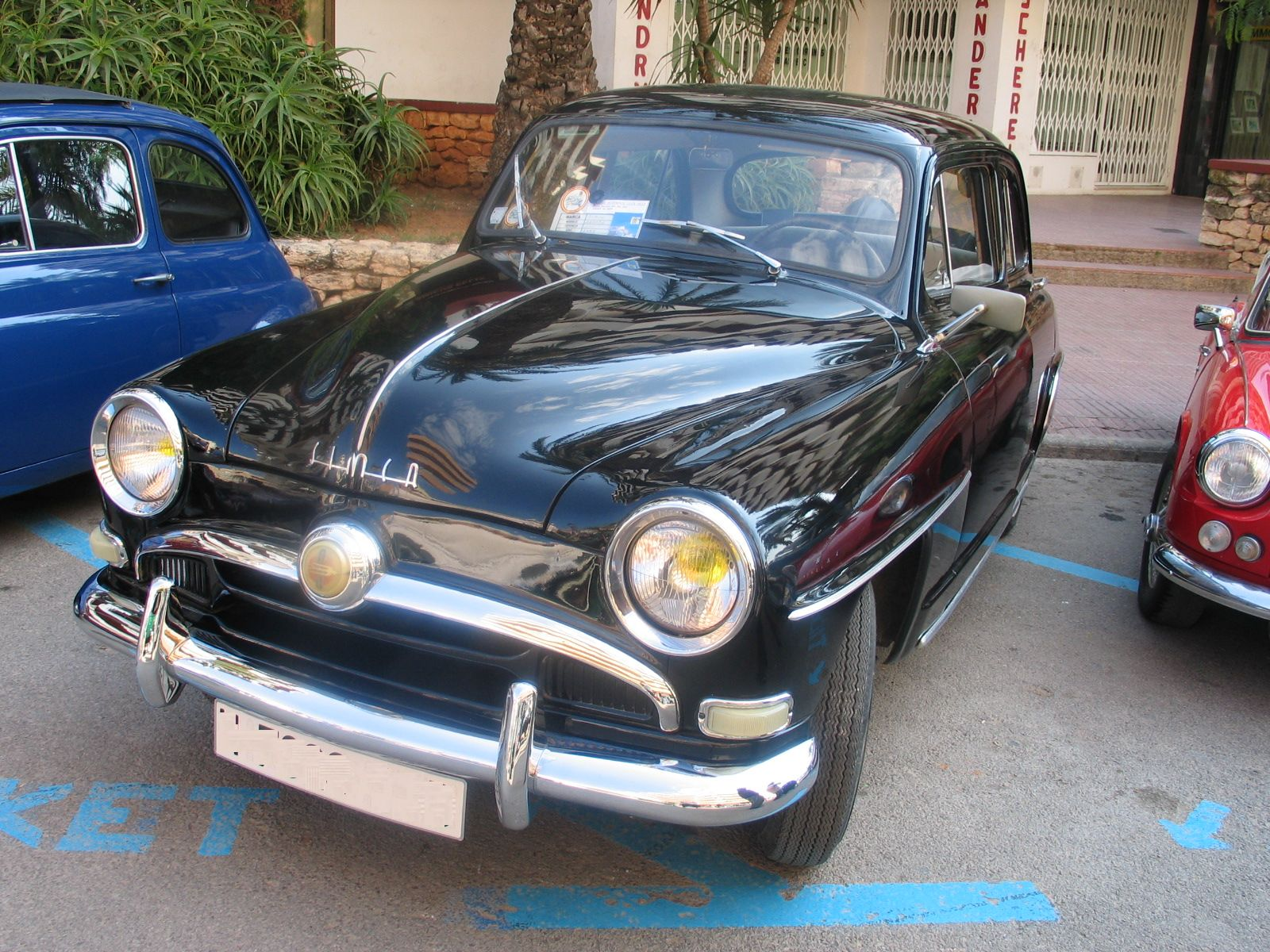
Simca 9 Aronde, 2e série.
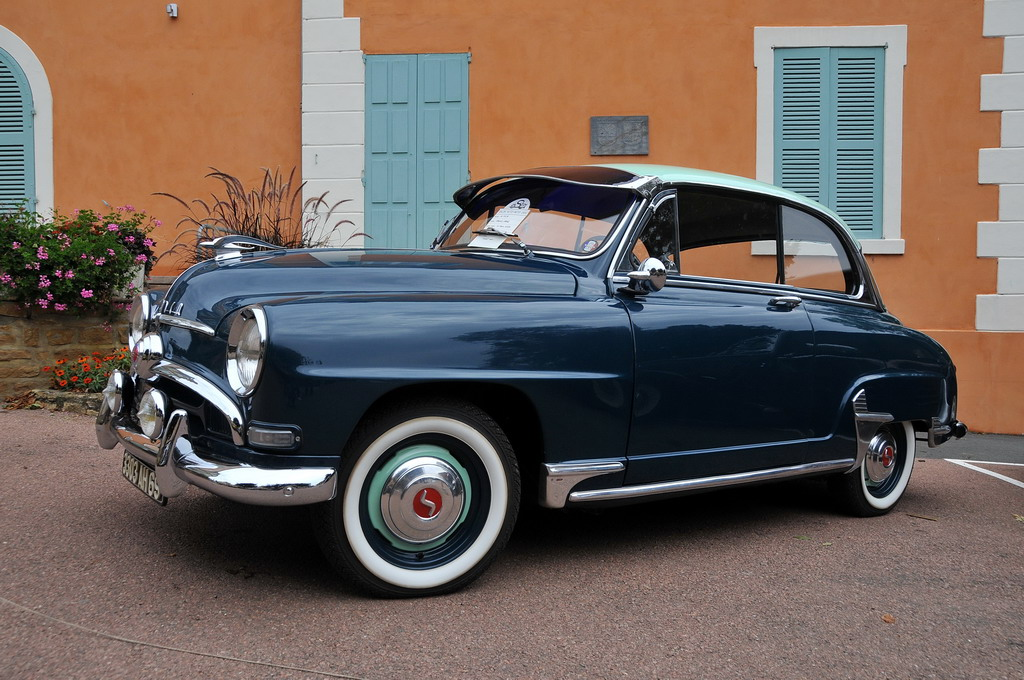
Aronde Grand Large (1954).
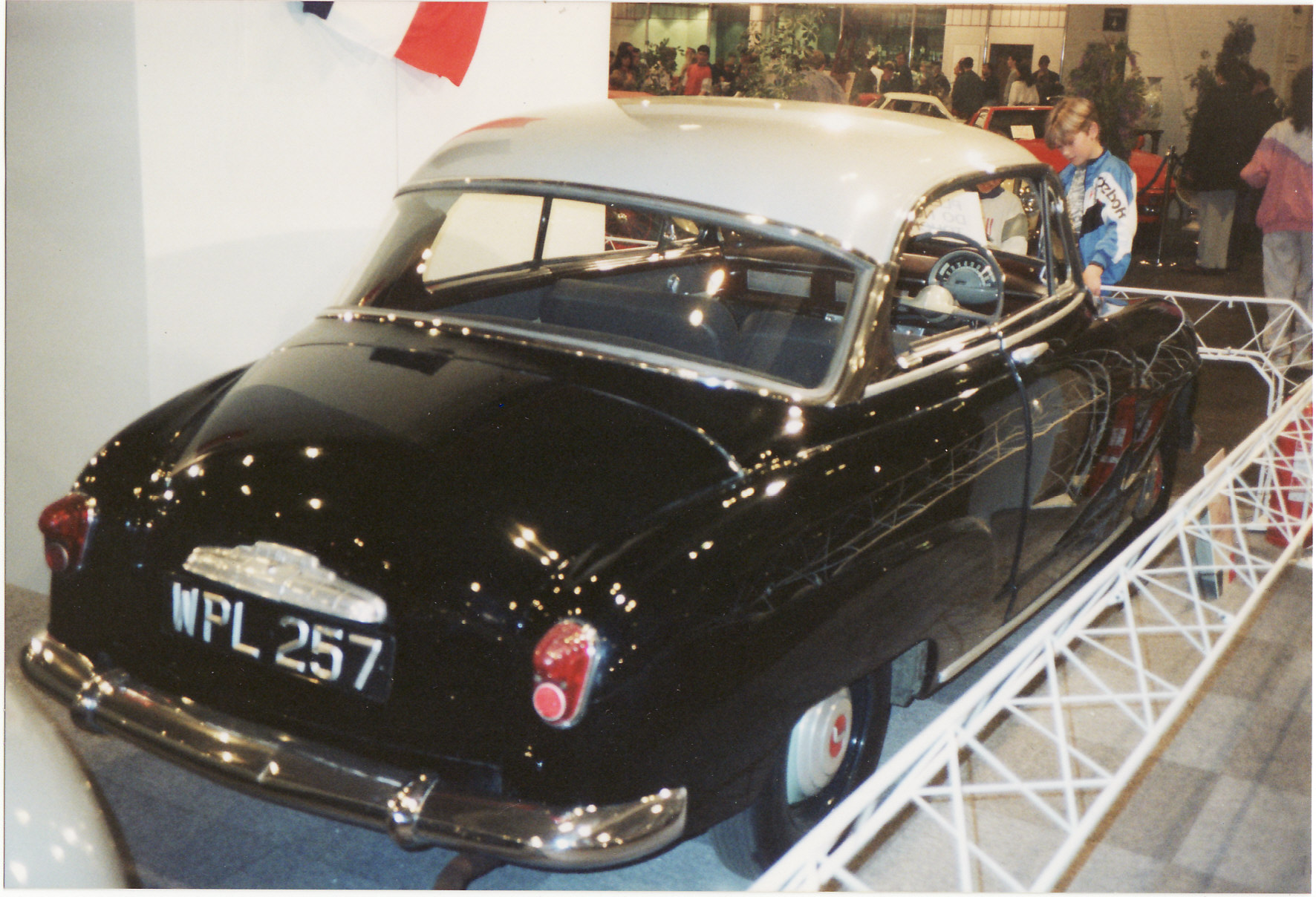
Aronde Grand Large (1956).

La version « Châtelaine » est un break de chasse, bénéficiant d'une large surface vitrée ; la « Commerciale » est une fourgonnette tôlée avec fenestrons ; la « Messagère »
est une fourgonnette tôlée et l'« Intendante » est une camionnette bâchée.

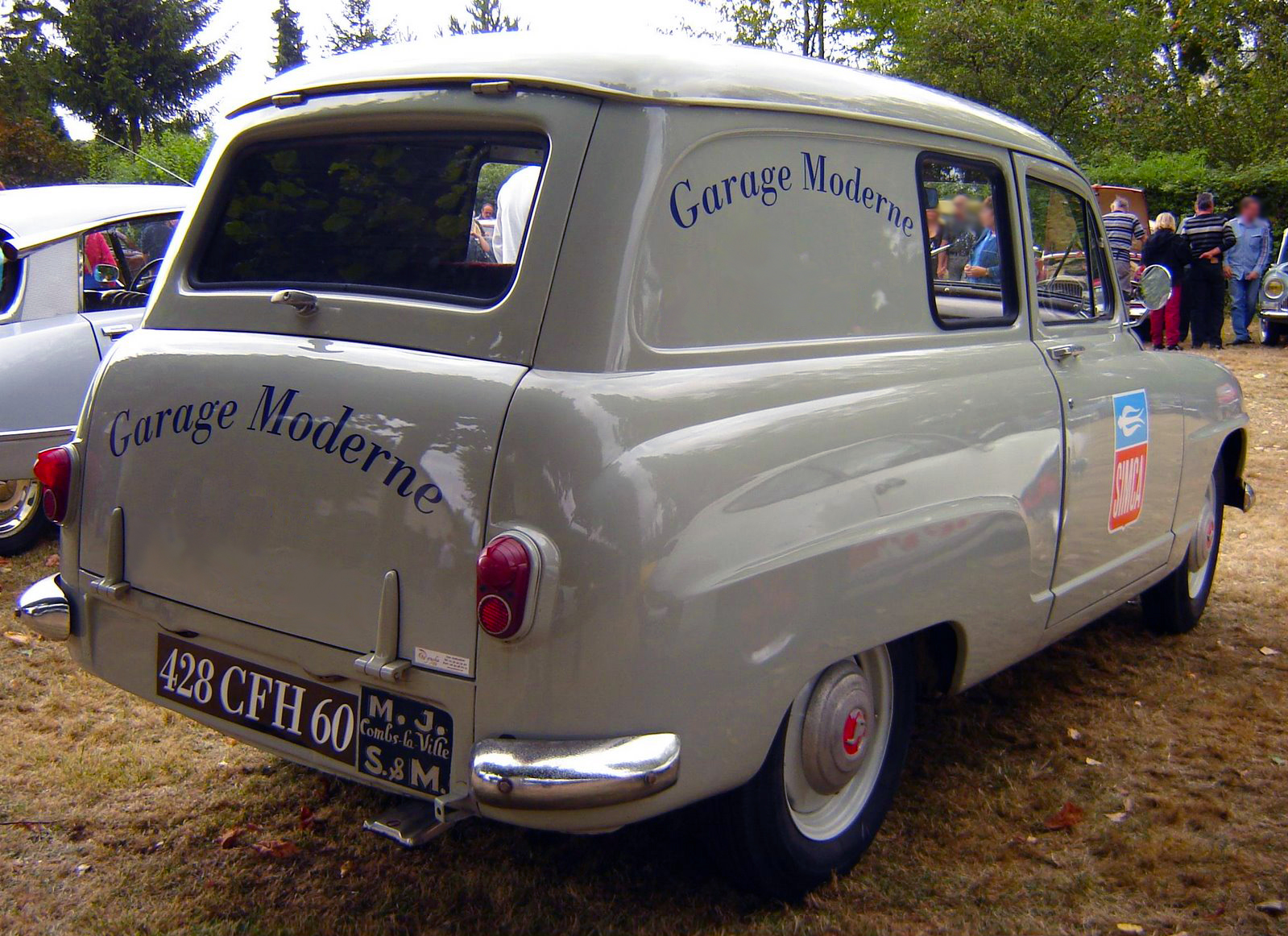
Aronde commerciale (1954).
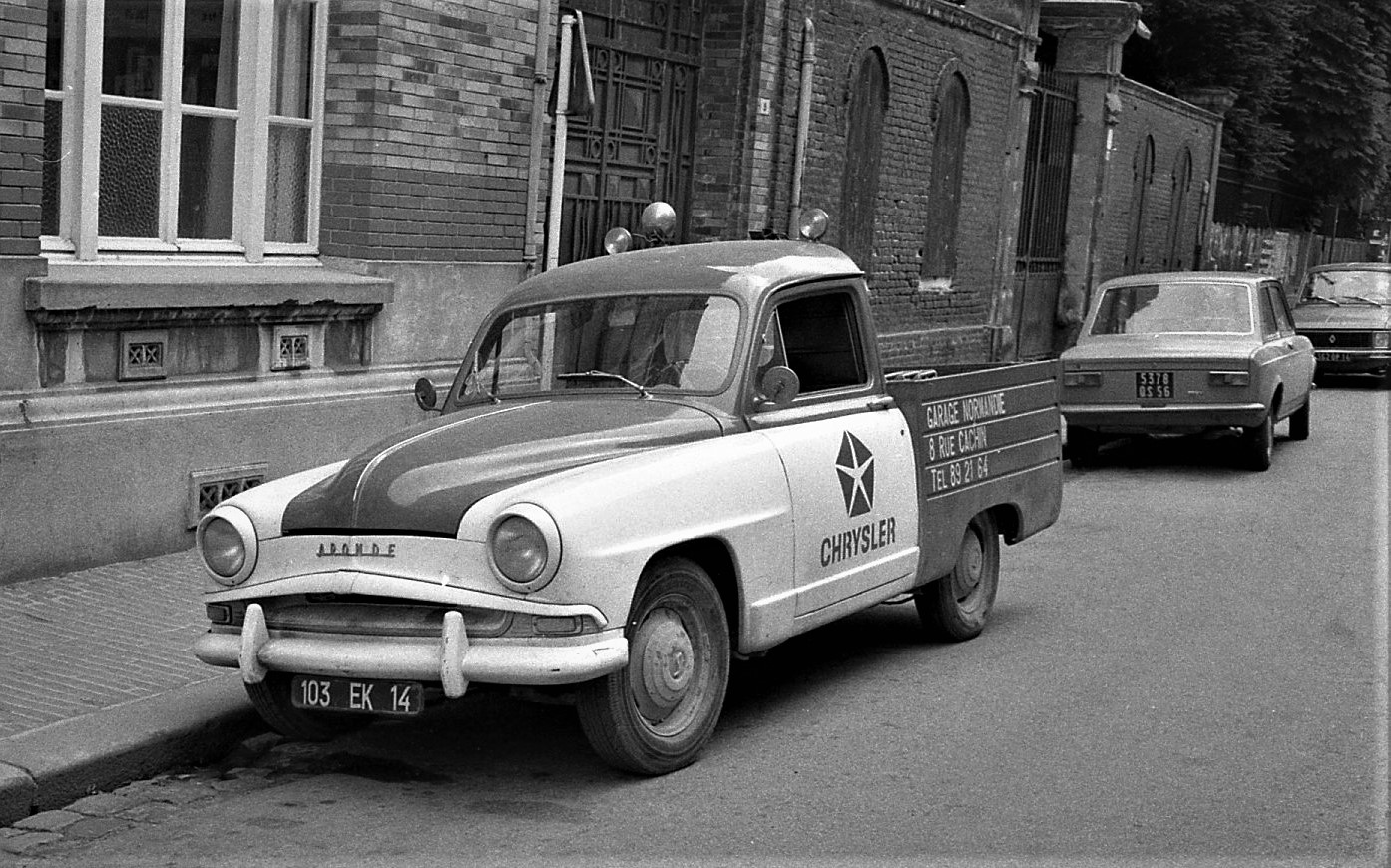
Simca Aronde Intendante.
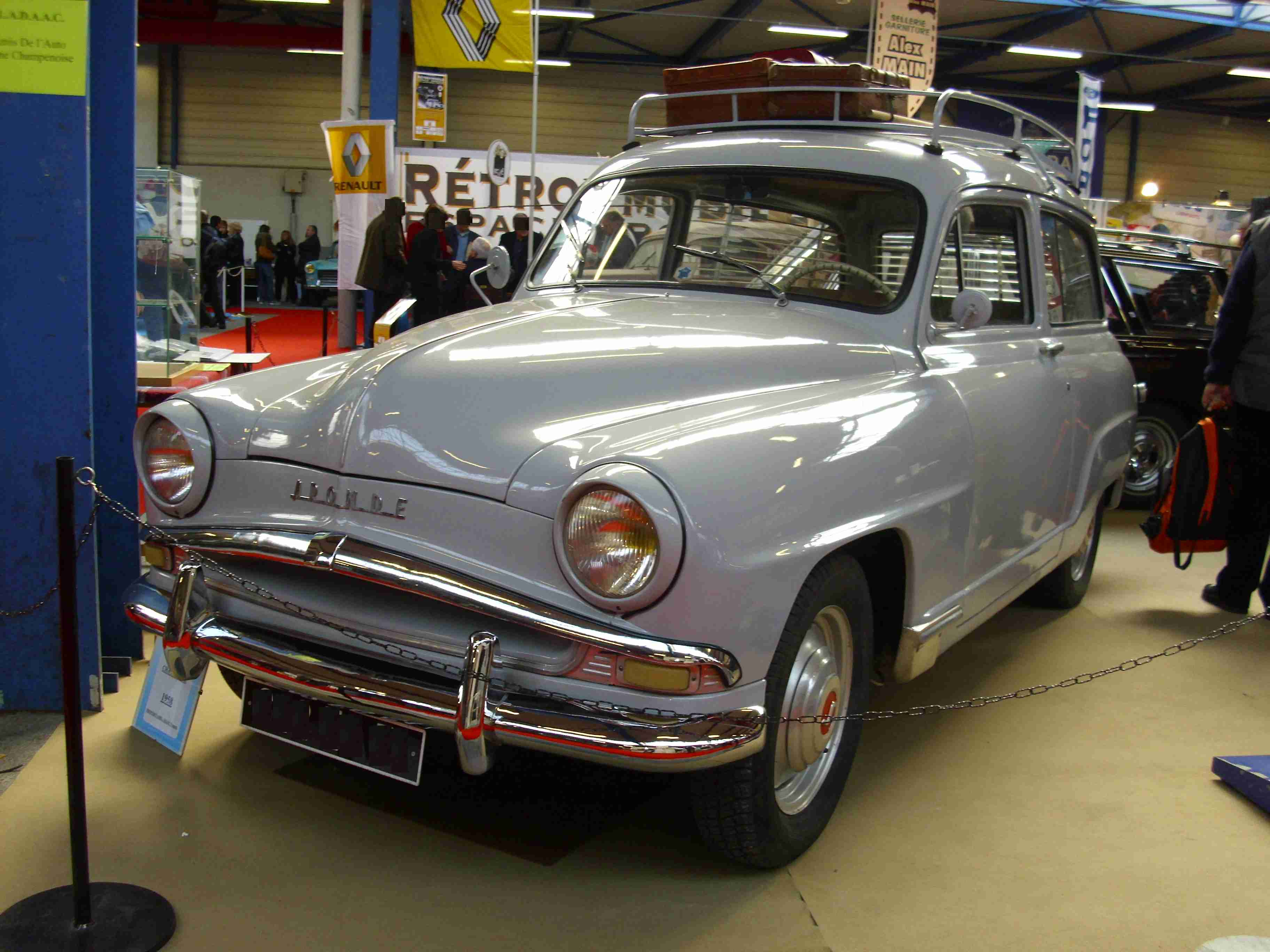
Simca Aronde Châtelaine.

#### Simca 9 Sport
La gamme Aronde s'enrichit également des modèles Simca Sport dessinés par les stylistes de Facel-Métallon et produits chez ce carrossier, à savoir les très élégants   « Coupé de Ville »  et cabriolet « Week-end ».

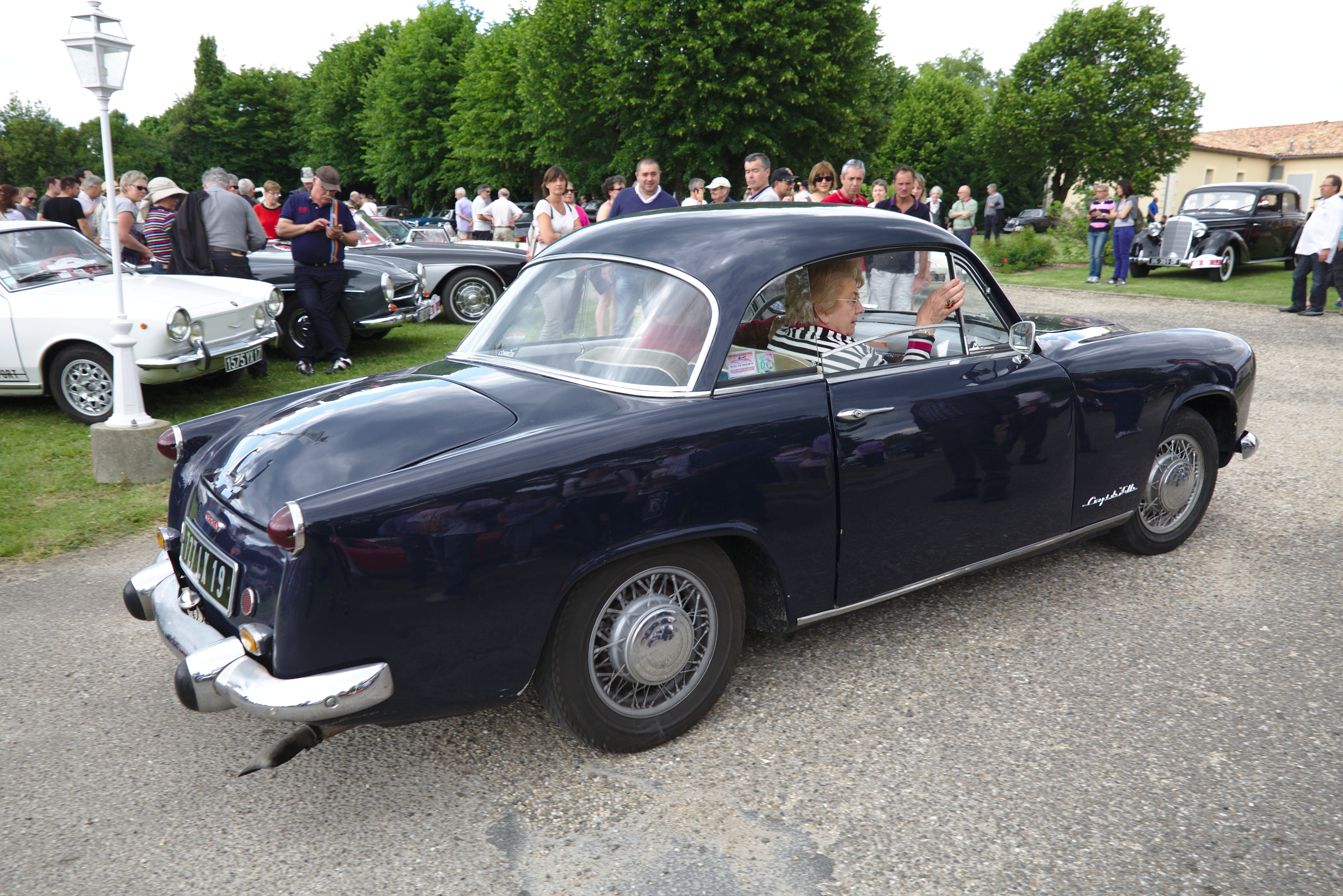
Coupé de Ville (1953).
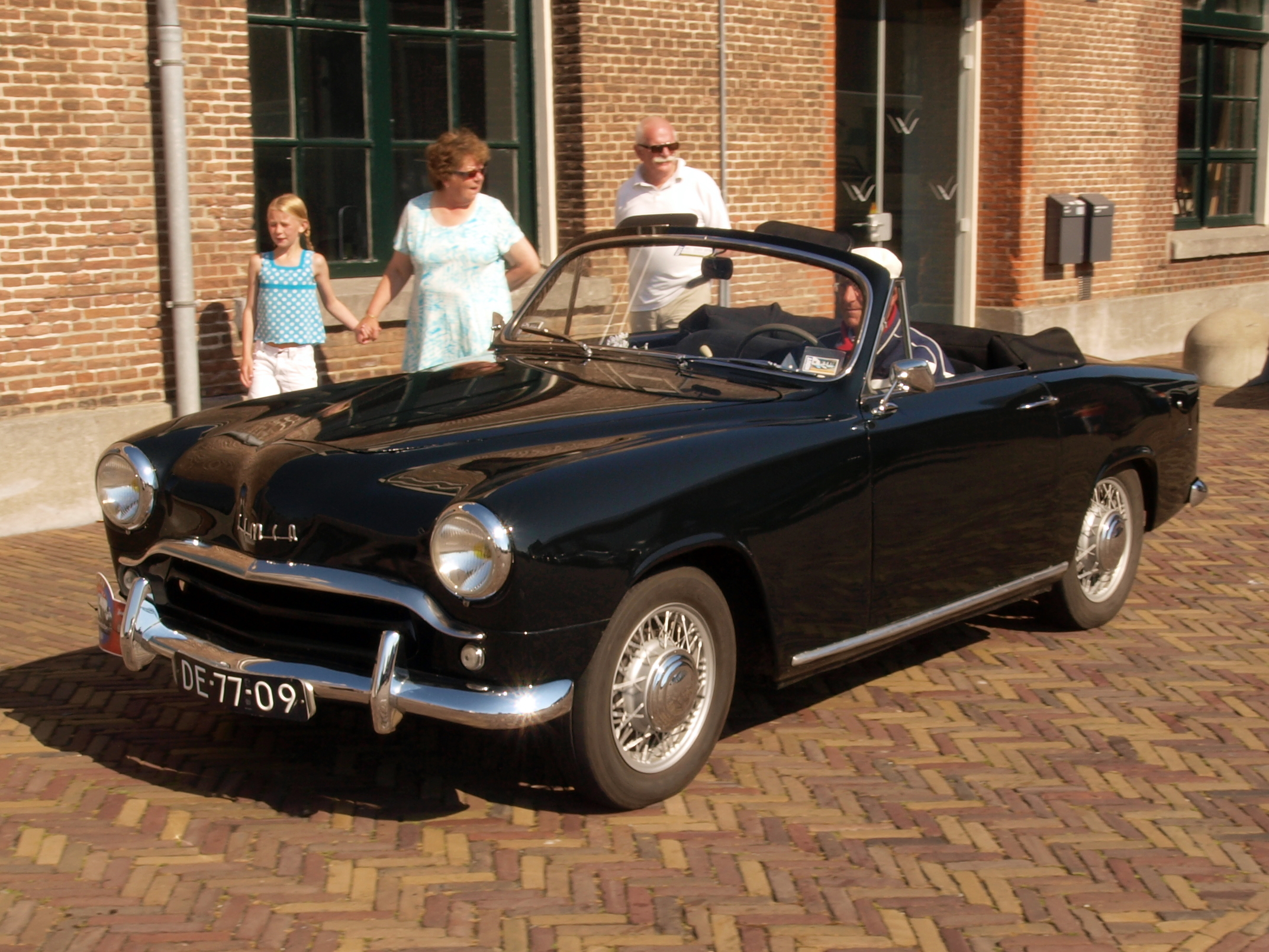
Simca Week-end (1955).

### Aronde 1300
L'Aronde 1300 a été construite pour les modèles 1956 à 1958.

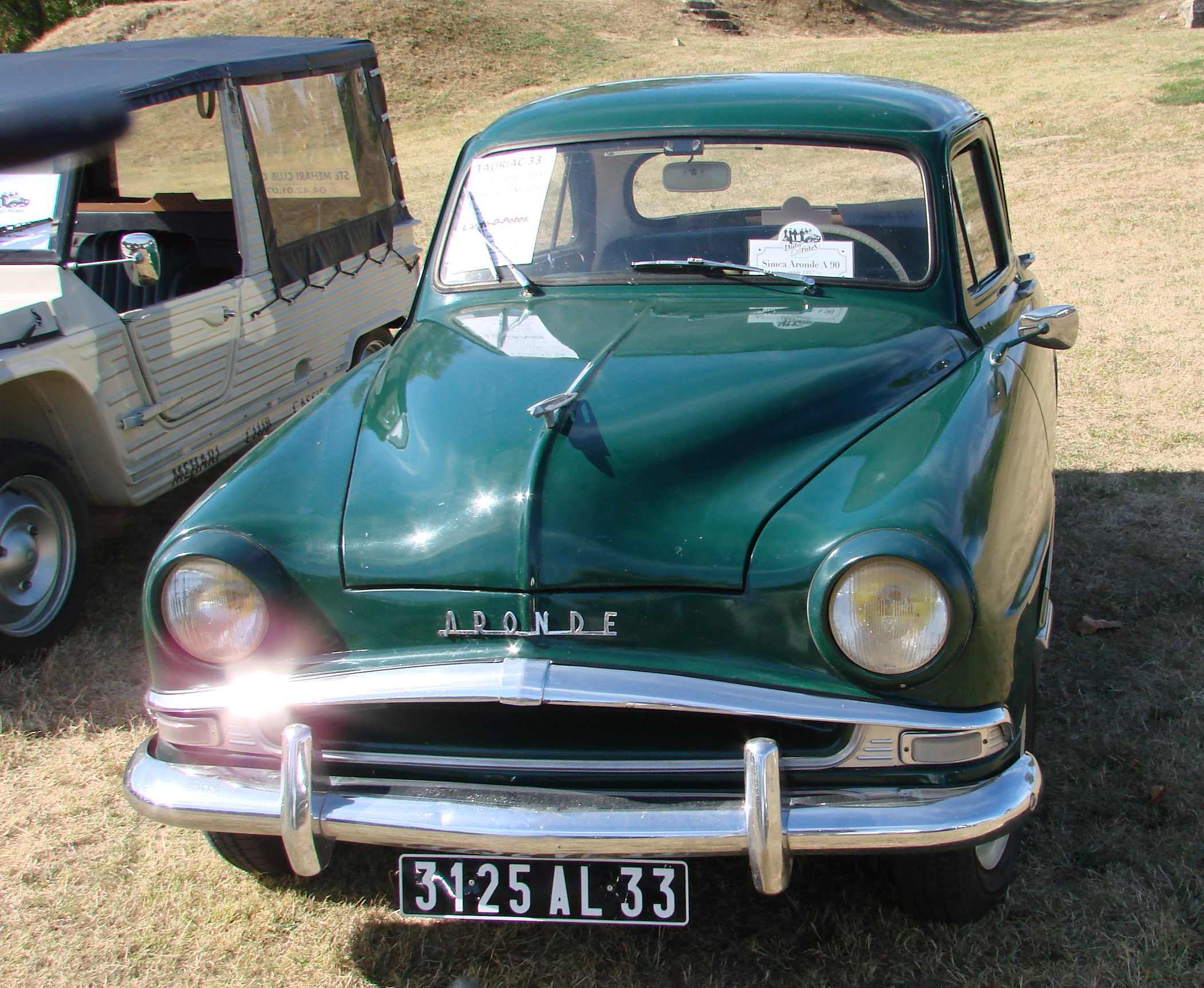
Simca Aronde 1300 (1956).
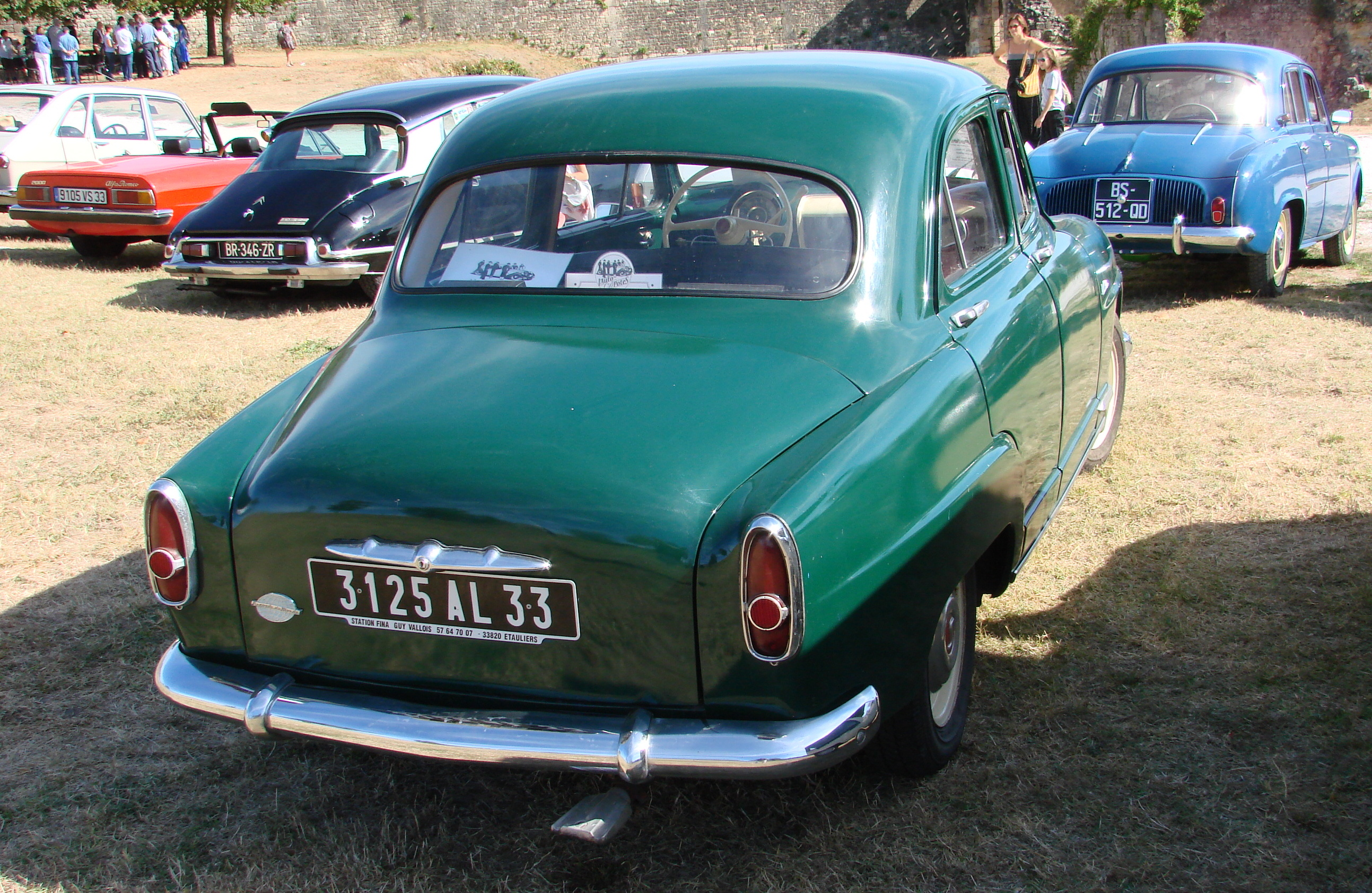
Simca Aronde 1300 (1956).

Les lignes de la carrosserie dite « Océane », qui intègre une partie arrière allongée dotée d'ailerons, étaient inspirées d'une voiture américaine : la Kaiser 1953. La ressemblance la plus frappante se situant au niveau de la calandre. L'Aronde 1300 reçoit le moteur « Flash » de 1 290 cm3 et un tableau de bord circulaire tandis que la direction est revue.
Le « Coupé de ville », qui s'est démocratisé en 1955, et le cabriolet « Week-end » adoptent le même moteur 1300 pour l'année modèle 1956. Le coupé « Plein-ciel » (nom choisi pour souligner une nouveauté : le pare-brise panoramique) et le cabriolet « Océane » les remplacent à l'automne.

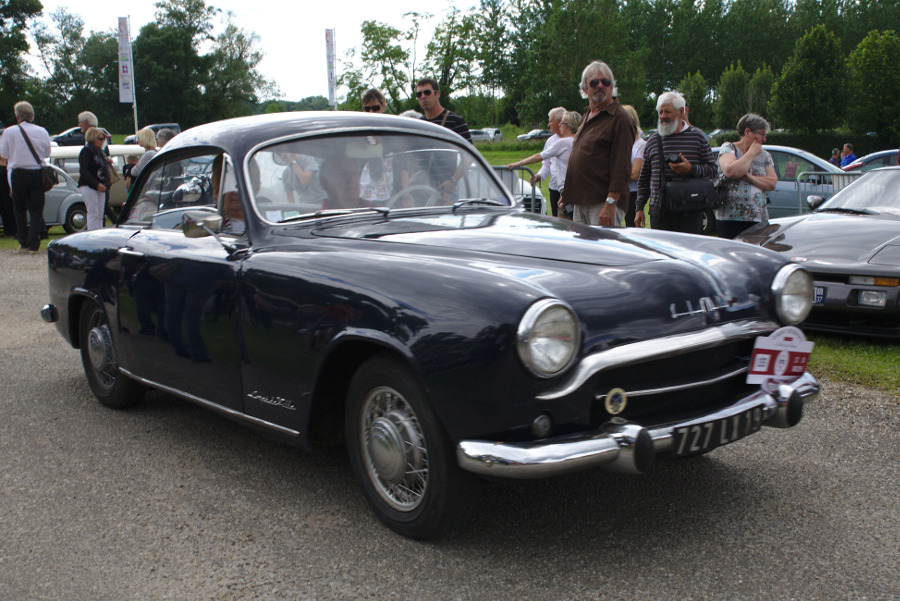
Simca Coupé de Ville 1955.
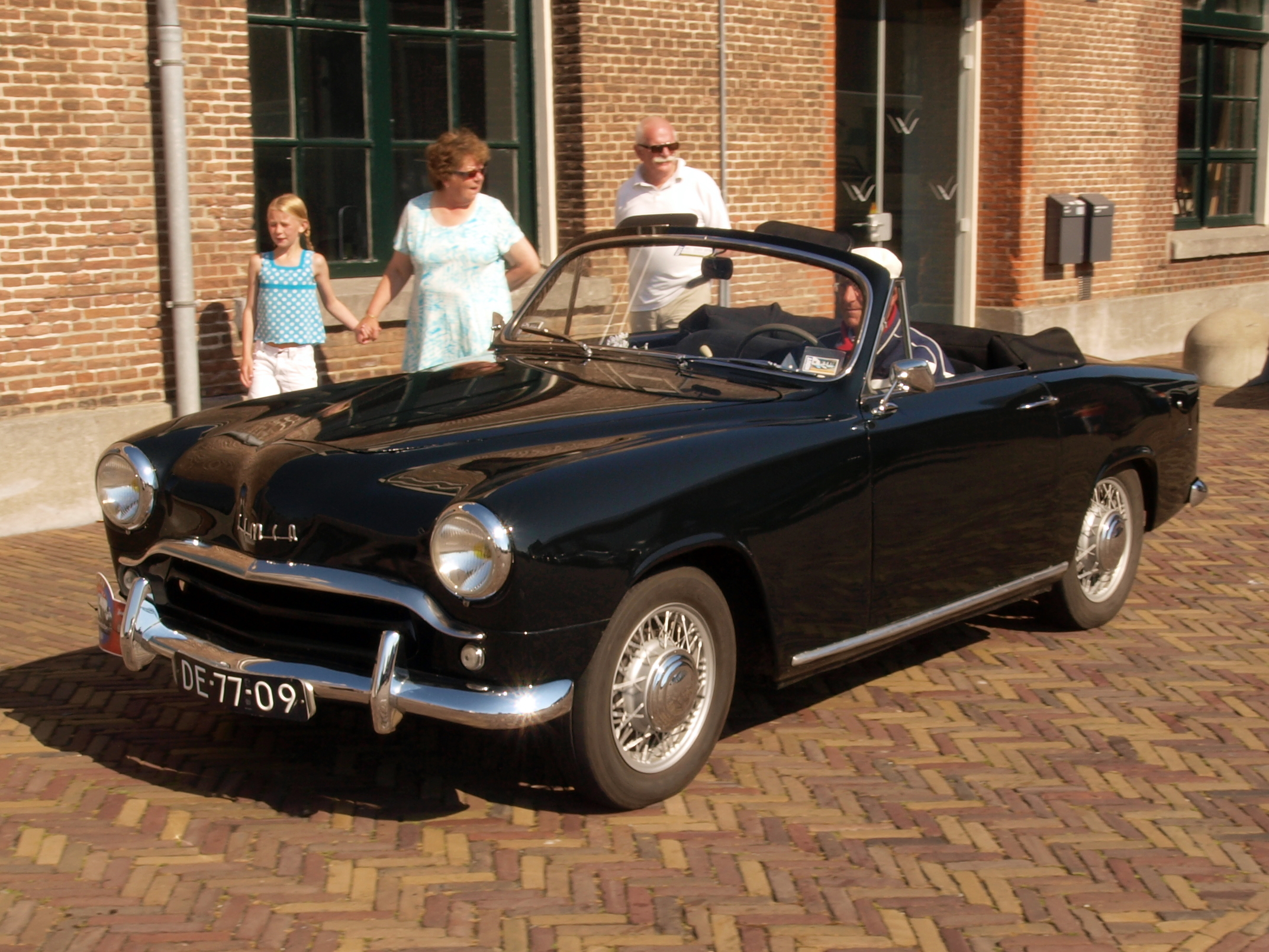
Cabriolet « Week-end » 1955.
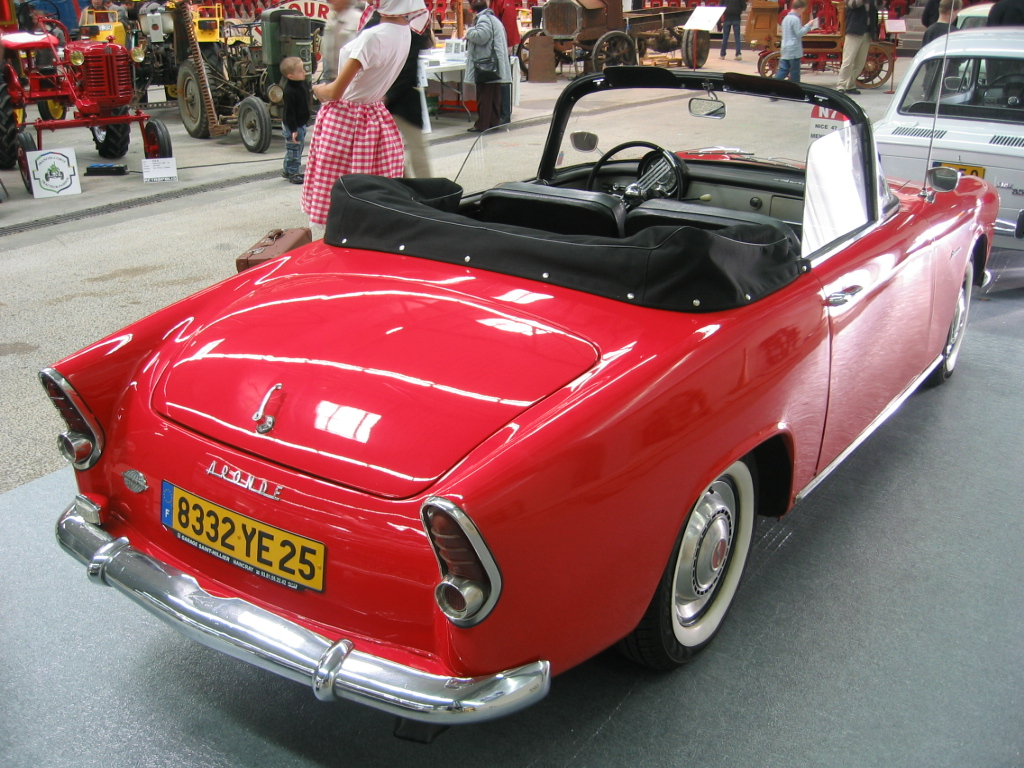
Cabriolet Océane.
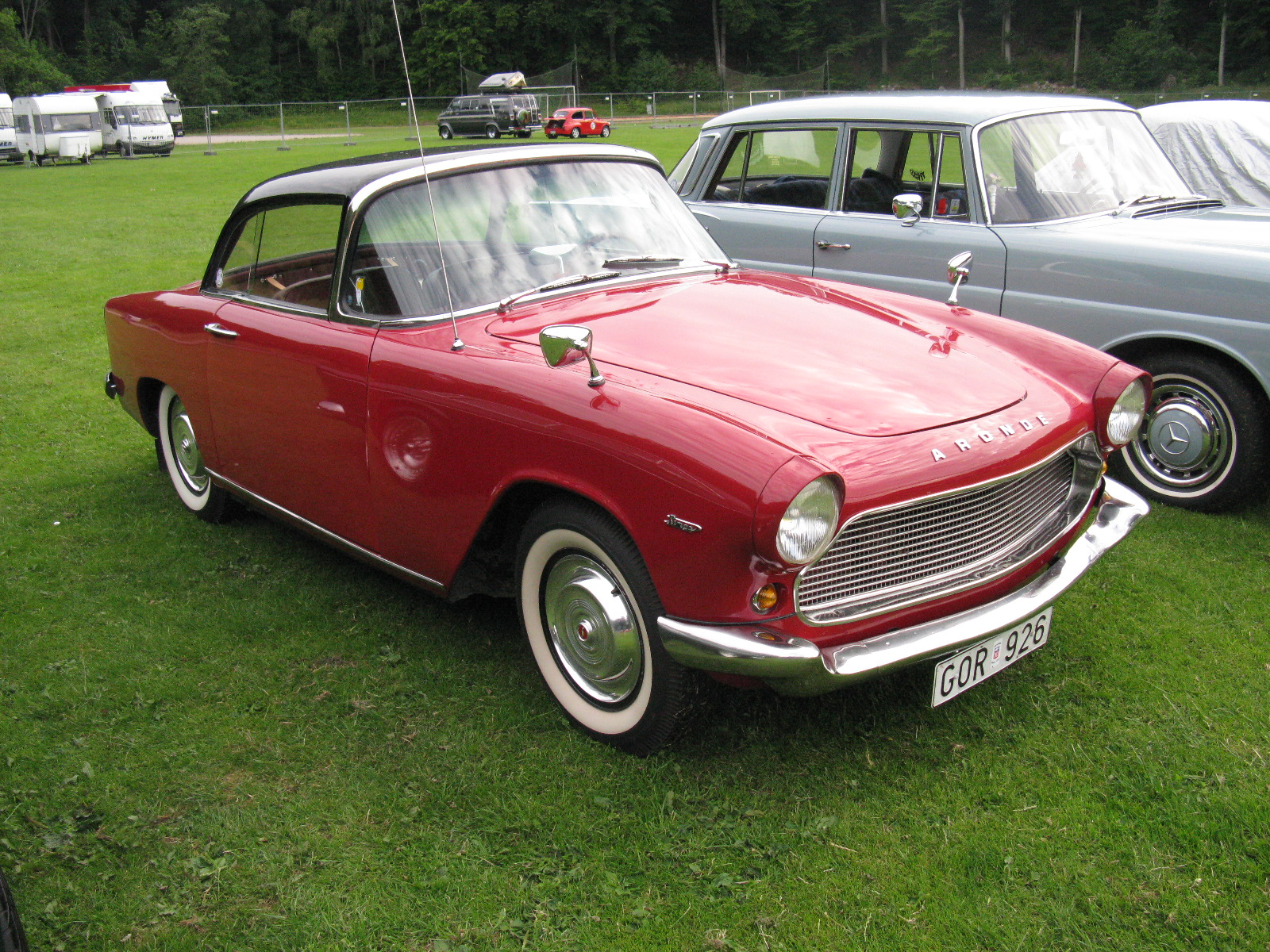
Coupé Plein-Ciel.

En 1957, Simca, faisant preuve de sa maîtrise des relations publiques, a su donner un grand retentissement à l'opération de records du monde qui faisait rage entre les grands constructeurs de cette époque. Une Aronde strictement de série fut prélevée le 20 mars sur la chaîne de production, la 538 080e produite depuis 1951. Le départ fut donné sur l'autodrome de Montlhéry le  9 avril à 6 h 1 : la voiture tourna pendant 38 jours et 37 nuits, pour arriver le 16 mai à 14 h après 100 000 km parcourus à une moyenne de 113 km/h.
Simca utilisera la performance pour lancer la berline Montlhéry pour les modèles 1958 avec le moteur  « Flash Spécial ».

### Aronde P60
La Simca Aronde P60, P pour « Personnalisée », car il était proposé un grand choix de combinaisons de peintures bicolores pour les carrosseries, mais aussi pour Poissy (site de production) et 60 pour la décennie à venir (sous-entendu « en avance sur son temps ») a été construite pour les modèles 1959 à 1963.

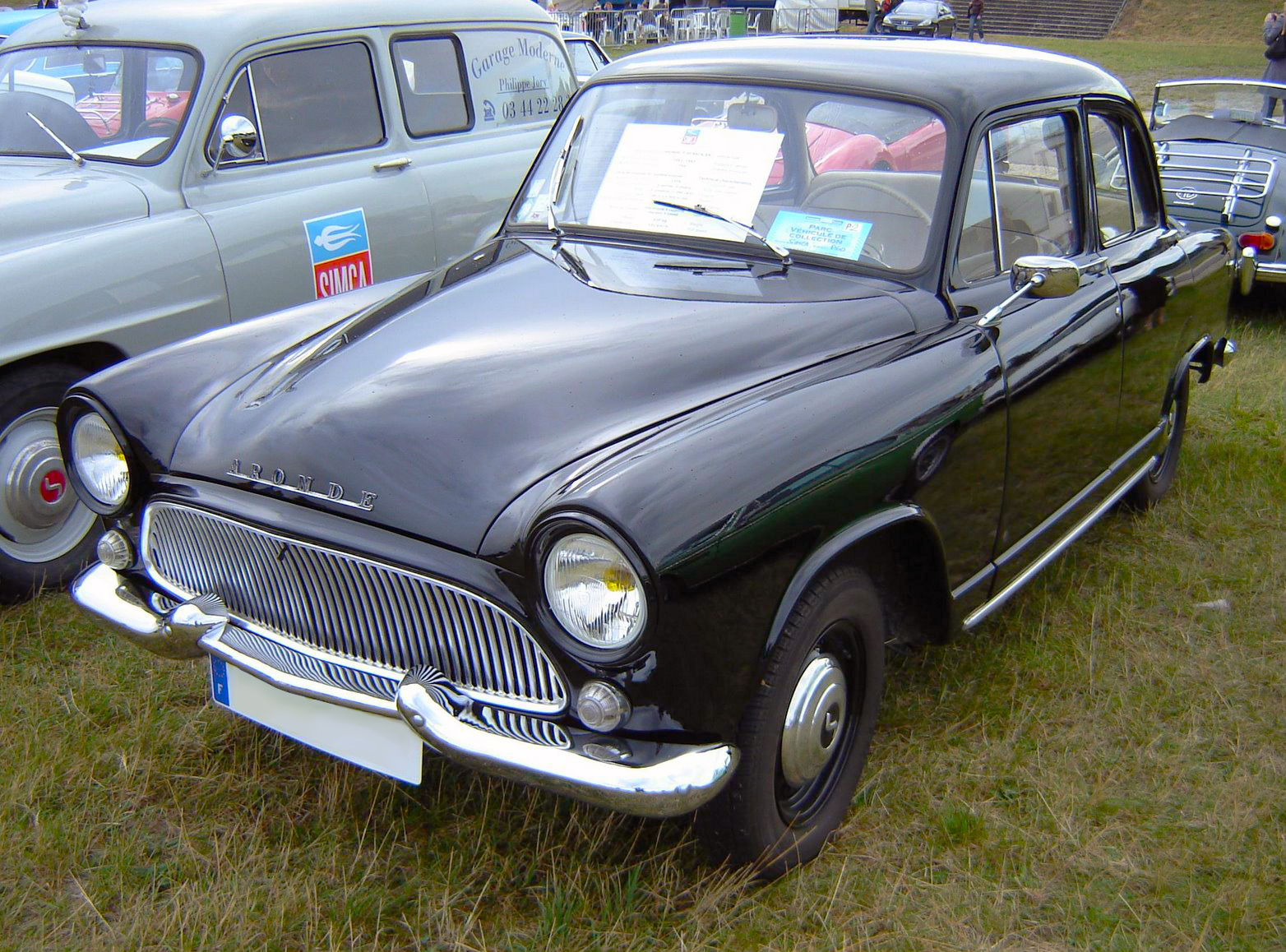
Projet Aronde « Bacalan », refusé.

Une première série de P60 fut refusée par Henri Pigozzi, alors que 750 exemplaires avaient déjà été produits, tous de couleur noire, avec des différences avec la P60 finale, non au niveau de la ligne générale, mais au niveau du traitement des formes, de la calandre, des pare-chocs avant (en deux parties), des ailes et des feux arrière. Celles-ci furent stockées dans un entrepôt (hérité de Ford SAF) à Bordeaux dans le quartier industriel de Bacalan, puis écoulées dans le cadre d'accords compensés vers les républiques communistes de l'Europe de l'Est où elles furent souvent utilisées comme taxis collectifs.
Quelques rares exemplaires restés en France furent proposés avec une forte réduction aux employés de la firme avec interdiction de les revendre à un tiers et sinon de les ramener à Poissy (vraisemblablement pour être détruits). Il reste aujourd'hui une poignée de survivantes faisant la joie des collectionneurs, désignées sous le nom de Simca Bacalan.

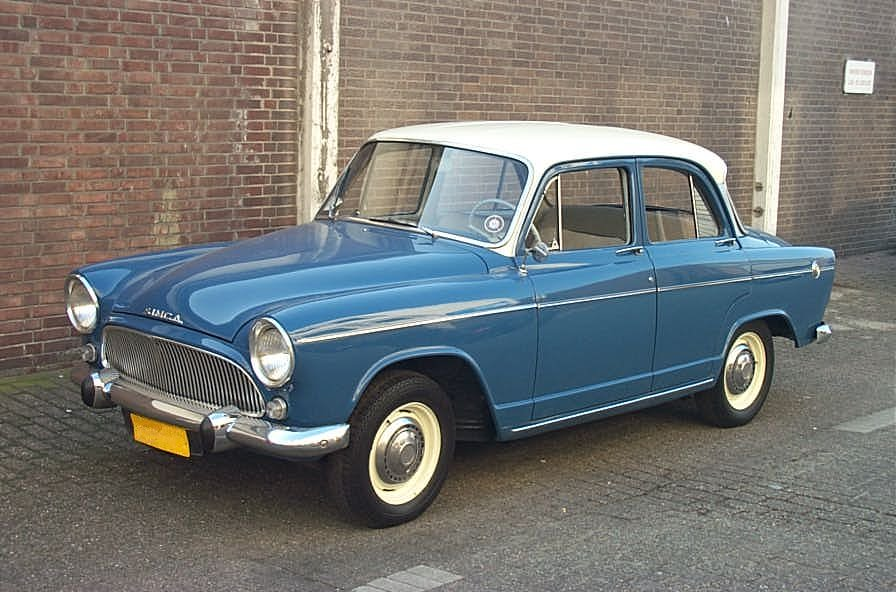
Simca Aronde P60 Élysée.

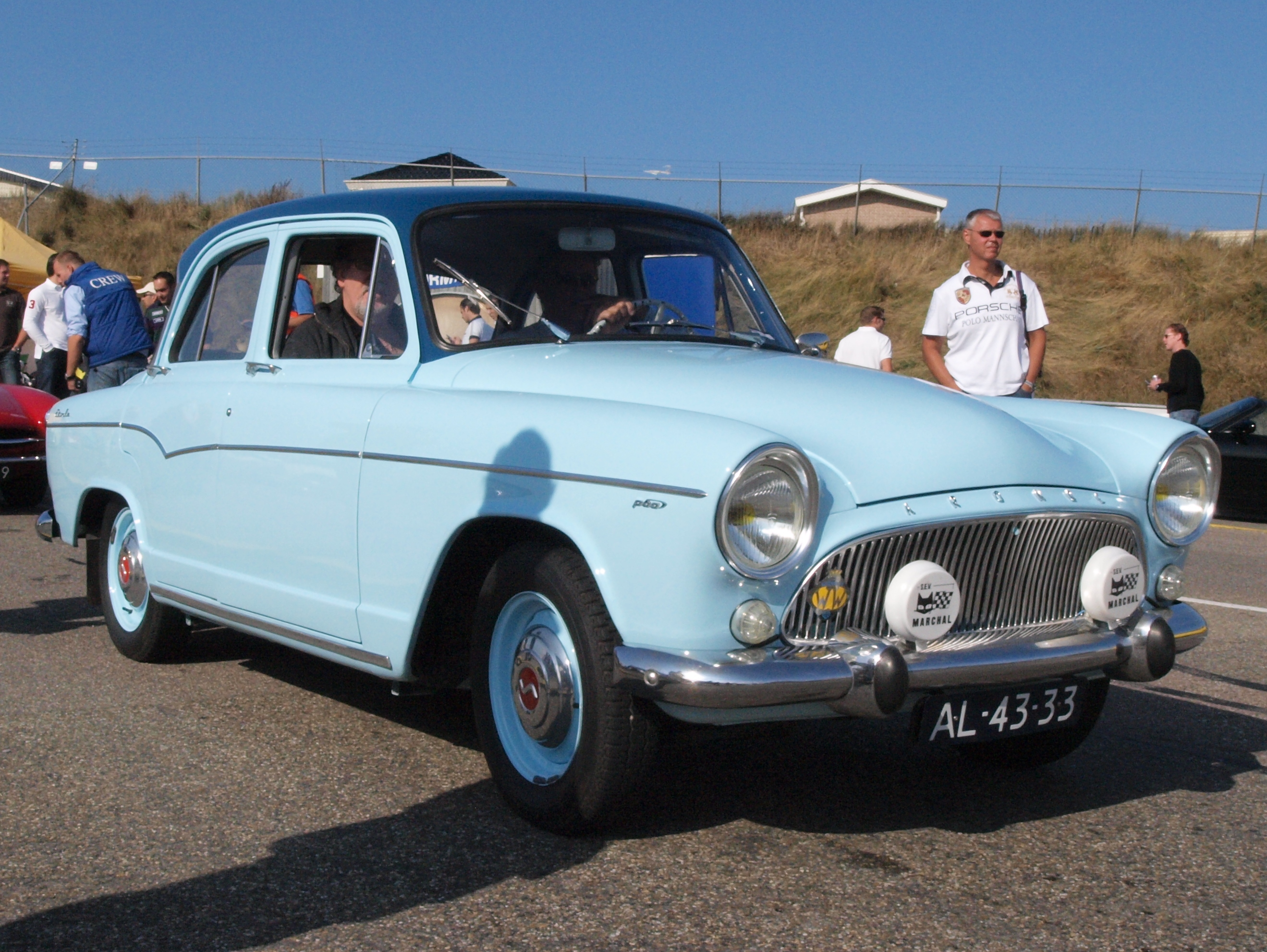
Simca Aronde P60 (1959).

La P60 produite en grande série avait des lignes plus tendues et plus modernes. Elle connut deux motorisations : le moteur « Flash », puis avec le  moteur « Rush » à cinq paliers en 1961 elle perdit officiellement le nom d'Aronde P60 pour celui d'Aronde Rush, mais l'habitude populaire persista d'appeler P60 ce modèle quel que soit son moteur.
Le 22 mai 1963, elle fut remplacée par la Simca 1300.
Au total, 1 400 000 Aronde ont été construites. C'est principalement grâce à ce modèle que Simca a été le second constructeur automobile français à la fin des années 1950. Simca avait le don de communiquer et s'y employa avec bonheur sur son modèle phare, durant toute sa carrière. Ainsi, l'Aronde bénéficia d'intenses et très efficaces campagnes de presse, recevant même « l'Oscar de la publicité » pour le lancement de la gamme P60.

### Aronde Export
Elle fut vendue aux États-Unis de 1958 à 1962.

## Compétition et victoires
- Rallye du Maroc 1952 (Robert Amic) ;
- Rallye des Lions (victoires de catégorie) 1952 (J. Maurel et Mme) et 1953 (H. Thiellet et J. Vidilles) ;
- Rallye du Maroc 1954 (Robert La Caze) ;
- Rallye du Mont-Blanc 1954 (Millet et Berra) ;
- Rallye d'Automne 1956 (Michel Monnereau) ;
- Rallye Lyon-Charbonnières 1957 (Robert Gentilini) ;
- Rallye de Pologne 1959 (Krzysztof Komornicki, en Groupe V).

## Records du monde
(Catégorie A1, Groupe 1, avec une voiture de classe 6 pilotée par Gauthier, Quinlin, Duhand, ainsi que R. et M. Turcey sur la piste de l’Autodrome de Linas-Montlhéry)
- 25 000 kilomètres à 117,609 km/h de moyenne, le 16 août 1952 ;
- 50 000 kilomètres à 117,276 km/h de moyenne, le 18 août 1952.

## Dans la culture populaire

### Apparitions dans la bande dessinée
- Dans la période pré-Turbotraction des aventures de Spirou et Fantasio, ceux-ci roulent en Aronde, voiture que l'on voit en particulier dans Les Voleurs du marsupilami, où elle fait la démonstration d'une vitesse flatteuse… et aussitôt verbalisée.

- Dans S.O.S. Météores d'Edgar P. Jacobs, paru en 1959, le chauffeur de taxi Ernest Brisson, qui accueille le professeur Mortimer à la gare de Versailles Rive-Gauche, conduit une Aronde 1300.

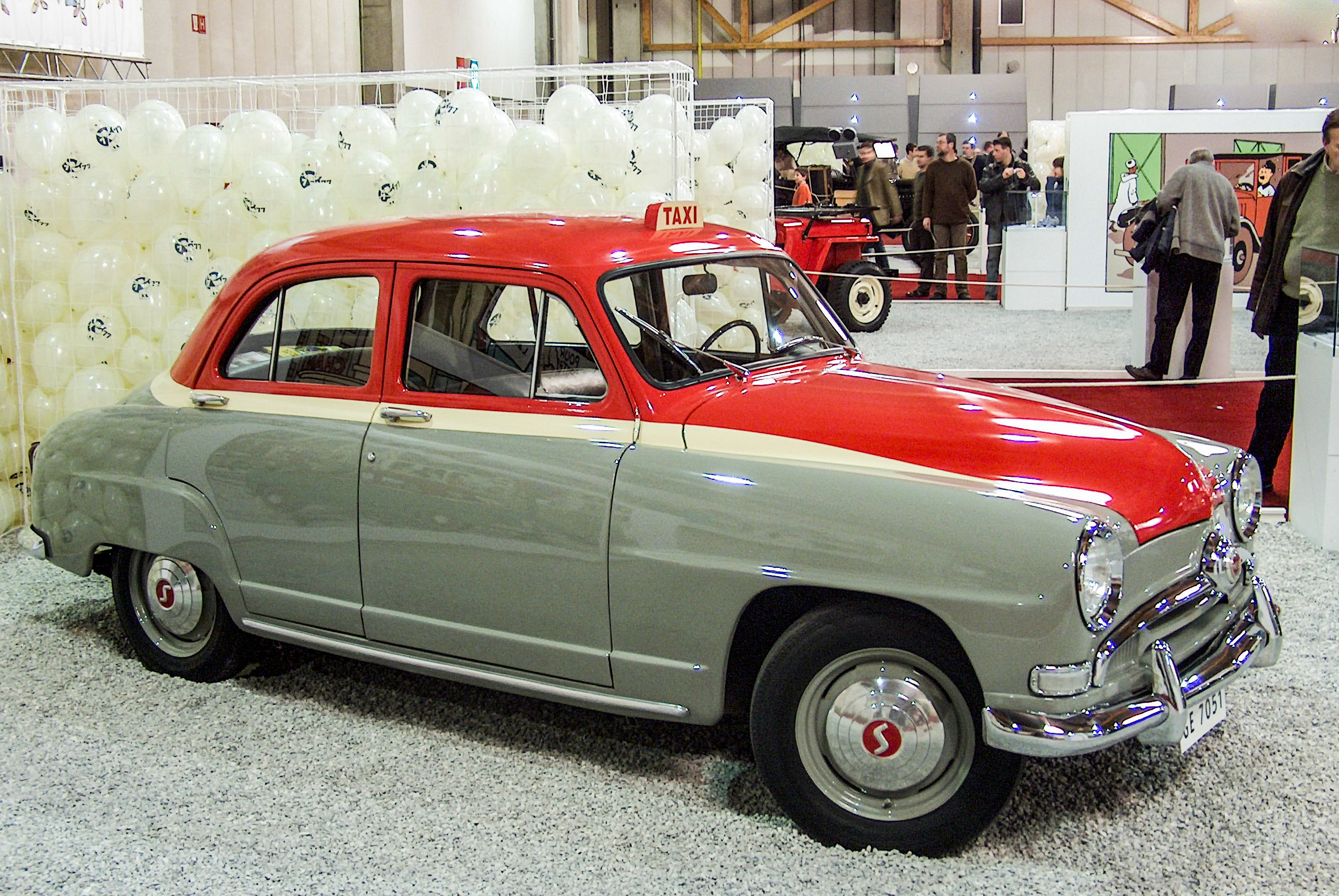
Taxi Aronde (1954), réplique de celle imaginée par Hergé dans L'Affaire Tournesol.

- Dans l'album de Tintin intitulé L'Affaire Tournesol, le chauffeur de taxi genevois qui emmène le héros ainsi que le Capitaine Haddock dans la ville suisse de Nyon à la recherche du Professeur Tournesol, censé se trouver chez son collègue et ami le Professeur Topolino, conduit une Aronde rouge, verte et blanche. Mais durant leur trajet, une Citroën Traction conduite par deux agents secrets bordures leur fait une queue de poisson, qui expédie le taxi dans les eaux du lac Léman.

- Dans plusieurs aventures de Jean Valhardi dessinées par Jijé (Valhardi contre le Soleil Noir, Le Gang du diamant, Le Mauvais Œil), les héros conduisent une Aronde. La raison de ce choix est donnée par Philippe Gillain : « Vous savez pourquoi Valhardi roule toujours en Simca ? C'est parce qu'en échange mon père tentait de négocier des rabais avec Simca. Il a acheté une Ariane 4. Je ne sais pas s'il est vraiment parvenu à obtenir ces fameuses réductions, mais quand je vois que Valhardi conduit encore une Simca sur la couverture de Rendez-vous sur le Yukon, je me dis que cela a bien pu être le cas…[9]. »
- Une aventure de Jacques Gipar, tome 4, la femme du notaire : le journaliste-enquêteur Gipar conduit une Aronde neuve. Un des auteurs est Thierry Dubois.

### Quelques films où apparaissent les Aronde
- L'Hirondelle du faubourg
- Scopitone de la chanson Il est cinq heures, Paris s'éveille
- La Châtelaine
- Le rouge est mis
- Touchez pas au grisbi
- Voici le temps des assassins
- Une Parisienne, avec Brigitte Bardot au volant